# ياقوتية
الياقوتيّة أو المُكَحَّلة أو الجَوْثَن (باللاتينية: Hyacinthus)، هو جنس من النباتات البصلية الربيعية، وهي نباتات مزهرة عطرية من الفصيلة الهليونية والفصيلة الفرعية إشقيلاوات. موطنه الأصلي منطقة شرق البحر الأبيض المتوسط من شمال بلغاريا حتى الجزء الشمالي من منطقة فلسطين.
العديد من أنواع أزهار الذفالة والإشقيل وغيرها من النباتات التي كانت مصنفة سابقًا ضمن الفصيلة الزنبقية والتي تحتوي على مجموعات أزهار لها أيضًا أسماء شائعة مع كلمة «ياقوتية» فيها. يجب أيضًا التمييز بين الياقوتيات وبين جنس الحلحل أو الياقوتية العنبية (Muscari).

## معرض صور

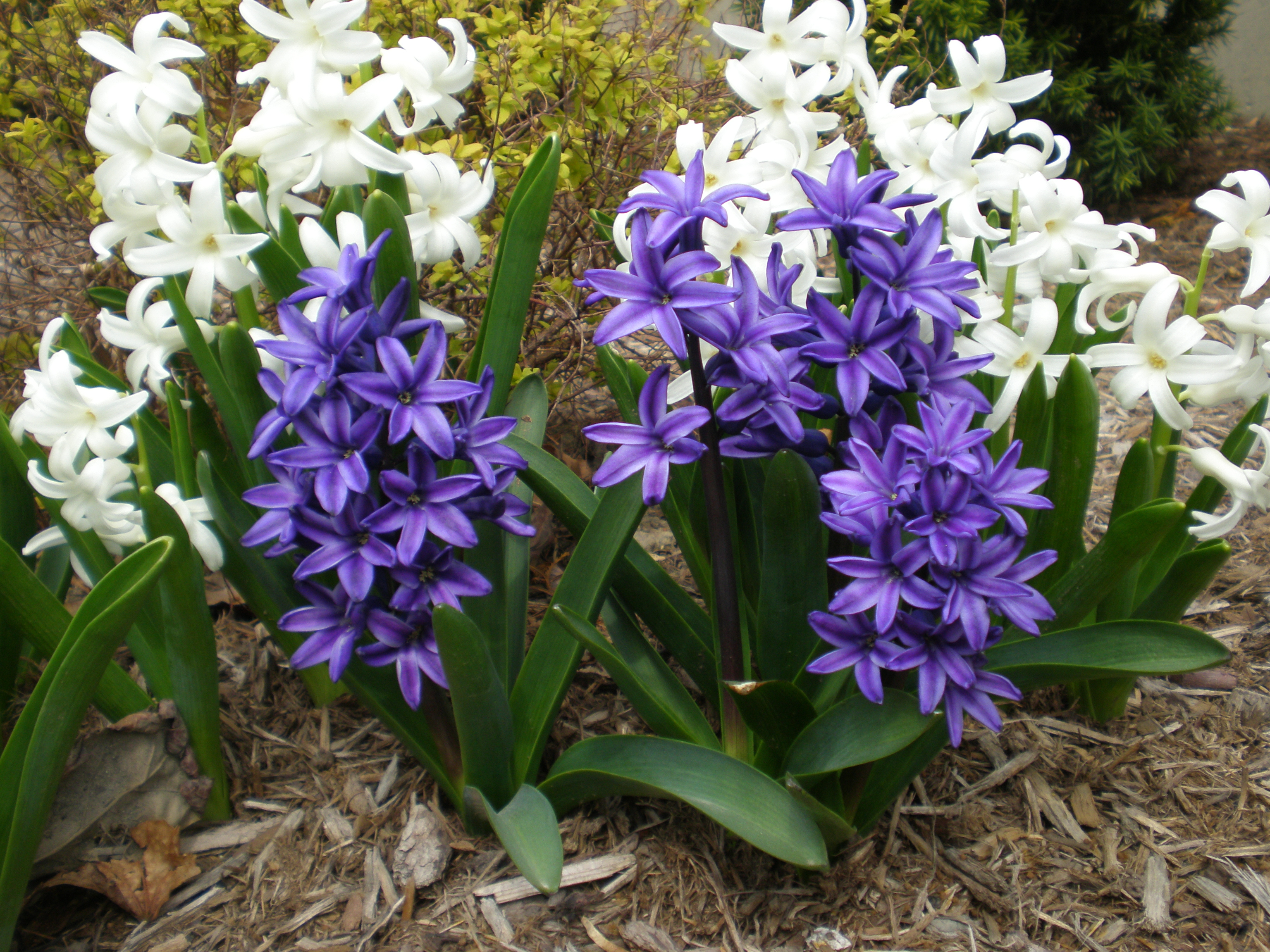
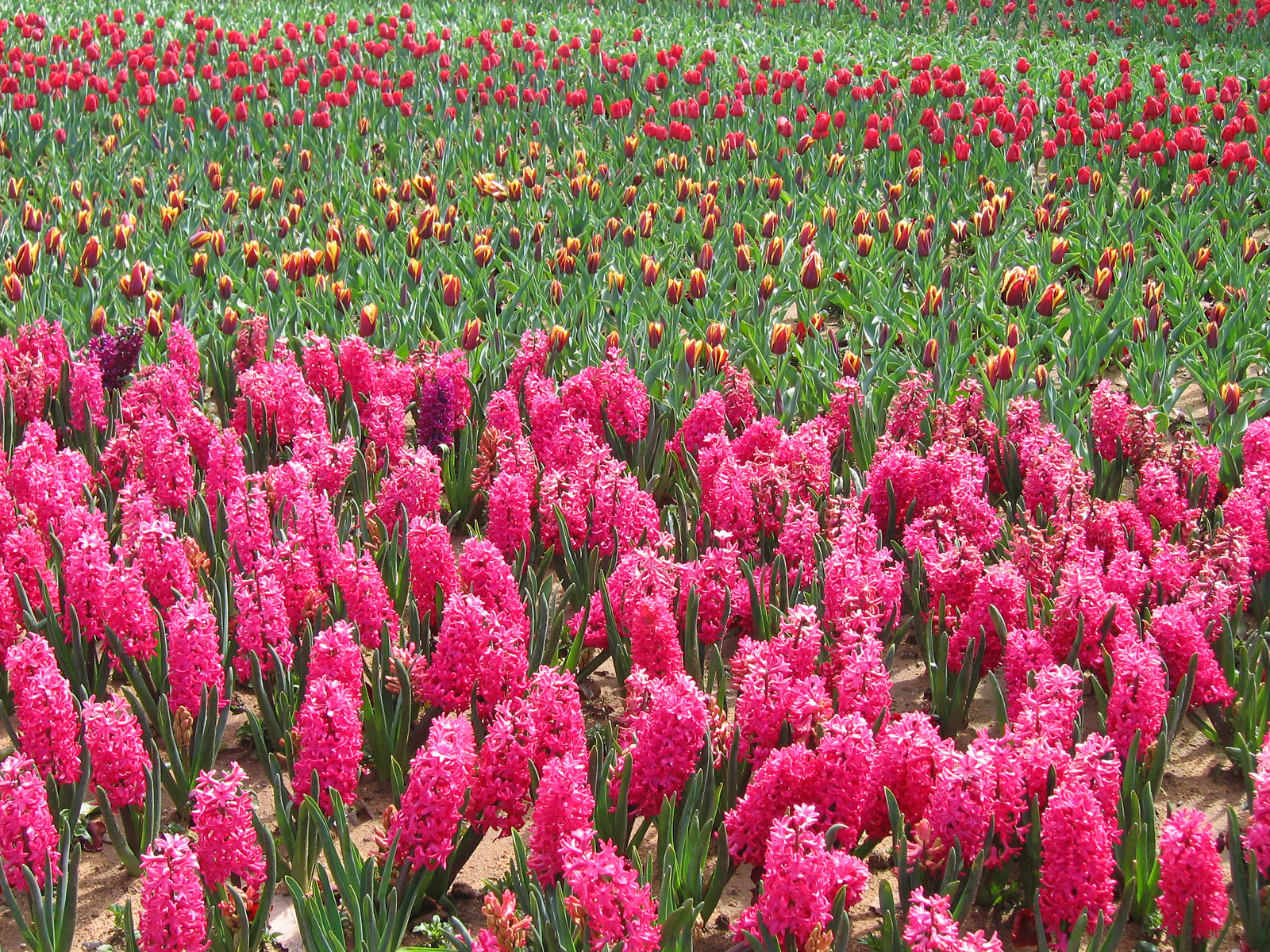
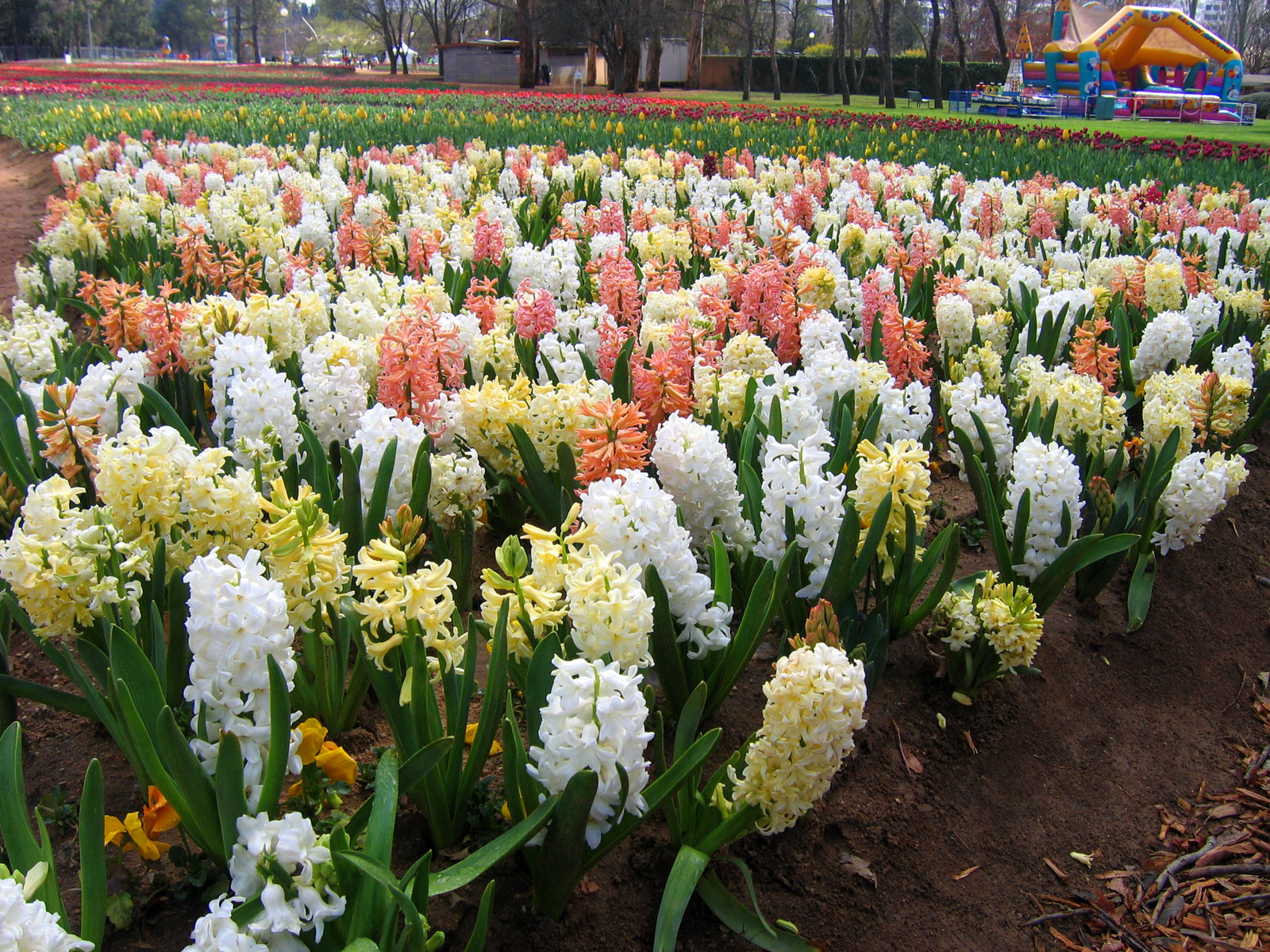
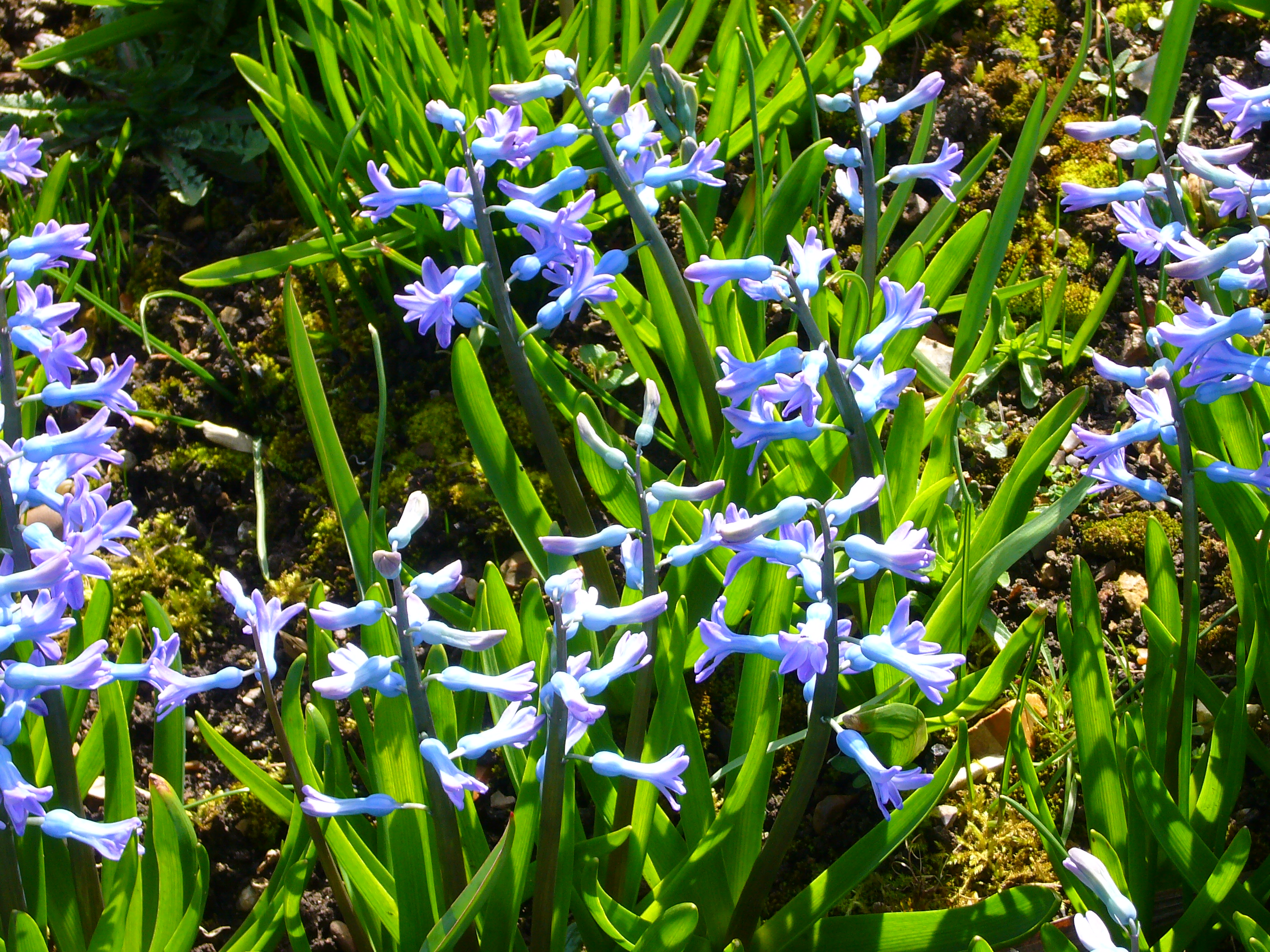

## أنواع الياقوتية
- الياقوتية المشرقية (باللاتينية: Hyacinthus orientalis)
- الياقوتية الليتوانية (باللاتينية: Hyacinthus litwinowii)
- الياقوتية الشرق قزوينية (باللاتينية: Hyacinthus transcaspicus)

## روابط خارجية
- دليل الأعشاب
- Hyacinth perennialization Research Newsletter Number 4. (October 2004) Flower Bulb Research Program Department of Horticulture, College of Agriculture and Life Sciences, Cornell University
- Grow up and blossoming of Hyacinth